# Rock néerlandais
Le rock néerlandais désigne le rock interprété par des groupes et artistes néerlandais.

## Histoire

### Grand public
Les pionniers du rock néerlandais sont les groupes dits Indorock de la fin des années 1950, comme The Tielman Brothers et les Blue Diamonds. Ils jouaient du instrumental alors que la jeunesse du pays n'était pas en contact direct avec le rock 'n' roll. Avec des groupes des années 1960 comme Golden Earring et Shocking Blue, Vandenberg dans les années 1980, et Kane et Anouk dans les années 1990 et 2000, La Haye devient synonyme de rock grand public. Shocking Blue sort Never Marry a Railroad Man (1970) et Inkpote (1972).
Dans les années 1970, quelques artistes et groupes atteignent le succès. Mouth and MacNeal sort son hit How Do You Do (1972) qui atteint les charts américains. Herman Brood deviendra l'ultime icône du rock 'n' roll.
Les groupes et artistes des années 2000 incluent Anouk, Voicst, Di-Rect, Kane, Destine, De Staat, Navarone, et John Coffey.

## Groupes
- 35007
- After Forever
- Alamo Race Track
- Ayreon
- De Kift
- Delain
- Epica
- Focus
- Golden Earring
- Gorefest
- Kayak
- Nemesea
- Nits
- Pestilence
- Severe Torture
- Shocking Blue
- The Ex
- The Gathering
- Within Temptation